# Comasina (métro de Milan)
Pour les articles homonymes, voir Comasina.
Comasina est une station de la ligne 3 du métro de Milan. Terminus nord de la ligne, la station est située dans le quartier de Comasina.